# Mestre espiritual
Un mestre espiritual designa, en filosofia i religió, aquell qui pertanyent a una certa tradició i havent estat iniciat, és considerat capaç de transmetre una doctrina o una pràctica espirituals, ja sigui públicament o a un grup restret d'estudiants. És doncs "aquell qui pot, amb un desinteressament total, guiar el altres pel camí que ell mateix ha recorregut, ajudant-los a passar els obstacles i perills que hi poden trobar i a comprendre les revelacions que apareixeran".
El mot 'Mestre', utilitzat en aquest sentit, es troba en hebreu on es diu rabí (Jesús de Natzaret era anomenat 'rabí' o 'mestre' pels seus deixebles); al Japó s'utilitza el mot sensei, que té la connotació de 'germà gran' (aquell qui té més experiència que el deixeble); en hindi hi ha el mot guru que significa 'el qui dissol les tenebres'; en l'islam, i especialment en el sufisme, hi ha el xeic; en el budisme tibetà, el lama.